# Hino nacional da Costa Rica
Noble patria, tu hermosa bandera ("Nobre pátria, tua linda bandeira" em espanhol) é o hino nacional da Costa Rica. Foi adaptado em 1853, com uma música composta por Manuel María Gutiérrez. A letra de José María Zeledón Brenes foi acrescentada em 1900.